# Porožek
Porožek (in lingua russa Порожек) è una città della Russia, sul fiume Oredež, nell'Oblast' di Leningrado.

## Geografia antropica

### Frazioni
- Novaja (Новая, Novaya)